# Вокуева, Ольга Олеговна
Ольга Олеговна Вокуева (в девичестве Репницына; 27 июня 1992, Октябрьский, Башкортостан) — российская лыжница, чемпионка России, чемпионка всемирной Универсиады. Мастер спорта России.

## Биография
Занималась лыжным спортом с 2002 года. На внутренних соревнованиях представляла в разное время Республику Башкортостан, Тюменскую область и Республику Коми. Тренеры: в Октябрьском — Лилия Хамитовна Ахмадиева, Игорь Владимирович Пачин; в Тюмени — Валентин Дмитриевич Литвинцев.
На уровне чемпионата России завоевала золото в 2017 году в скиатлоне, в 2018 году в эстафете и гонке на 30 км; серебро — в 2017 году в эстафете в составе сборной Тюменской области. Становилась победительницей и призёром этапов Кубка России, чемпионатов Уральского и Северо-Западного федеральных округов.
Участница двух всемирных зимних Универсиад. На Универсиаде 2013 года в Италии стала бронзовым призёром в спринте, четвёртой — в гонке на 15 км, девятой — в скиатлоне и гонке на 5 км. На Универсиаде 2017 года в Казахстане завоевала золото в женской эстафете, а также была восьмой в гонке на 5 км, шестой — в гонке преследования, девятой — в спринте и четвёртой — в гонке на 15 км.
В сезонах 2014/15 и 2015/16 участвовала в составе сборной России на Кубке мира. Лучший результат — 16-е место в гонке на 10 км на этапе в Рыбинске в январе 2015 года.
Участница чемпионата мира 2015 года в шведском Фалуне, стартовала только в гонке на 10 км, где заняла 52-е место.

## Личная жизнь
В 2018 году вышла замуж за российского лыжника Ермила Вокуева.
Окончила Стерлитамакский институт физической культуры (филиал) Уральского государственного университета физической культуры.